# Doutor Maurício Cardoso
Doutor Maurício Cardoso est une municipalité brésilienne située dans l'État du Rio Grande do Sul.